# دونالد إي. آدامز
دونالد إي. آدامز (بالإنجليزية: Donald E. Adams)‏ هو ضابط أمريكي، ولد في 23 فبراير 1921 في كاتون في الولايات المتحدة، وتوفي في 30 أغسطس 1952 في ديترويت في الولايات المتحدة.